# Samuel Deduno
Samuel Deduno Lake (nacido el 2 de julio de 1983 en La Romana) es un lanzador dominicano de Grandes Ligas que se encuentra en la organización de los Mellizos de Minnesota.
Deduno fue firmado como amateur por los Rockies de Colorado en 2003. Lideró la Texas League en ponches en 2007, pero se perdió la temporada 2008 por una lesión.
Deduno fue añadido al roster de 40 jugadores de los Rockies después de la temporada 2008.
Fue llamado a filas por los Rockies el 26 de agosto de 2010. Fue reclamado en wavers por los Padres de San Diego el 28 de enero de 2011.
El 23 de mayo de 2011, Deduno fue designado para asignación para hacerle lugar en el roster de 40 jugadores a Blake Tekotte.
Deduno firmó un contrato de ligas menores con los Mellizos de Minnesota el 17 de noviembre de 2011.

## Honores de ligas menores
- All-Star de postemporada de la Pioneer Baseball League en 2004[5]
- Lanzador del Año de la Pioneer Baseball League en 2004
- Lanzador de la Semana de la Texas League en 2007